# 二甲基苯基膦
二甲基苯基膦是一种有机磷化合物，化学式为P(C6H5)(CH3)2。磷原子与一个苯基和两个甲基连接，所以这个化合物是最简单的芳香烷基膦。它是一种对空气敏感的无色液体。它是(CH3)3-n(C6H5)nP系列的一员，这个系列也包括n = 0、n = 2和n = 3。它们都经常用作膦配合物的配体。

## 制备及性质
甲基卤化镁与苯基二氯化膦反应，生成二甲基苯基膦。
(C6H5)Cl2P  +  2CH3MgBr  →  (C6H5)(CH3)2P  +  2MgBrCl
它和二硫化碳反应可以形成土红色的加合物（m.p. 102 °C）。